# Malcolm Griffin
Malcolm Xavier Griffin (Chicago, 10 agosto 1991) è un cestista statunitense.

## Palmarès
- Coppa Intercontinentale: 1

AEK Atene: 2019